# Koszary w Hrubieszowie

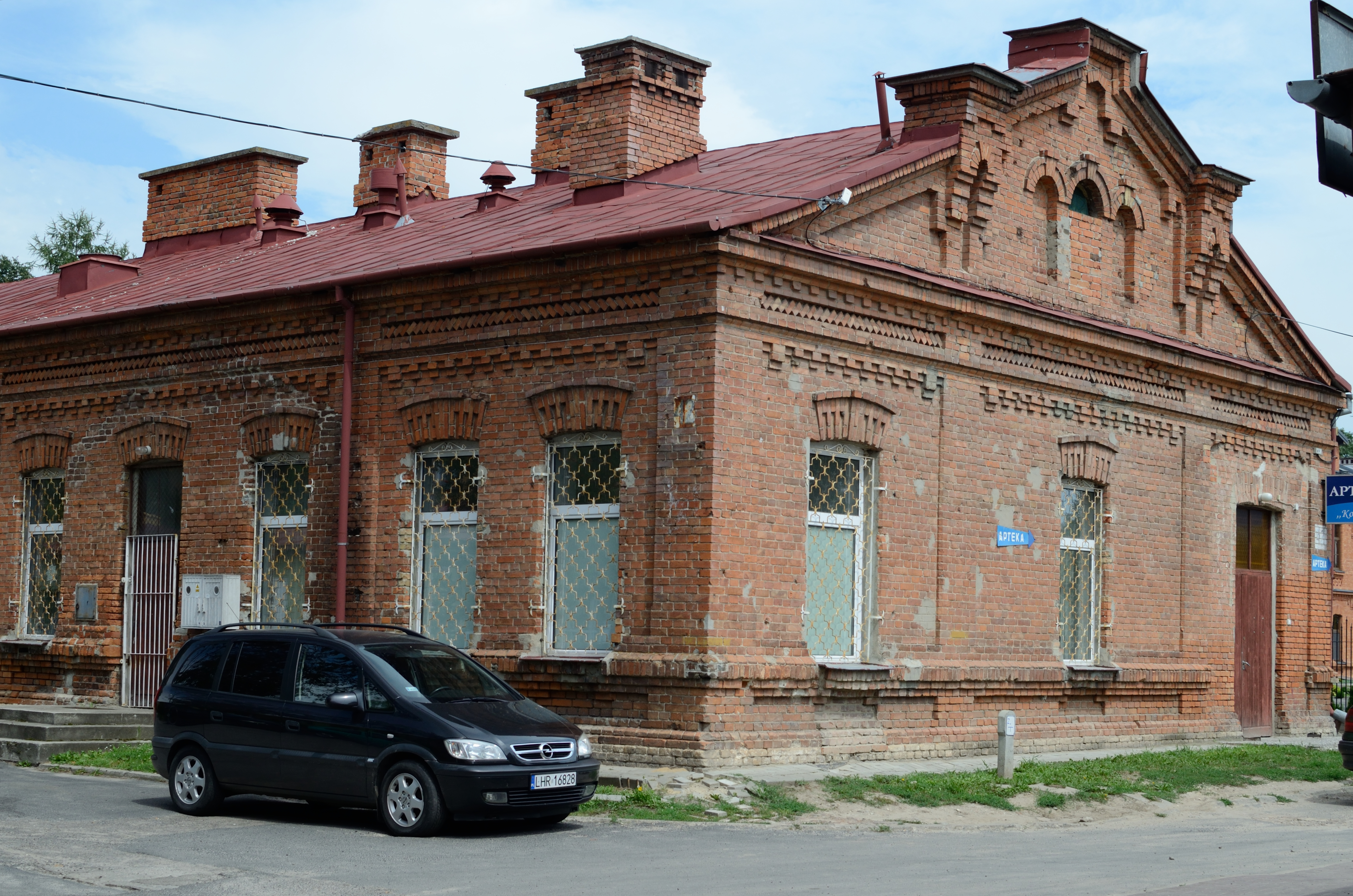
Dom dowódcy 2 psk

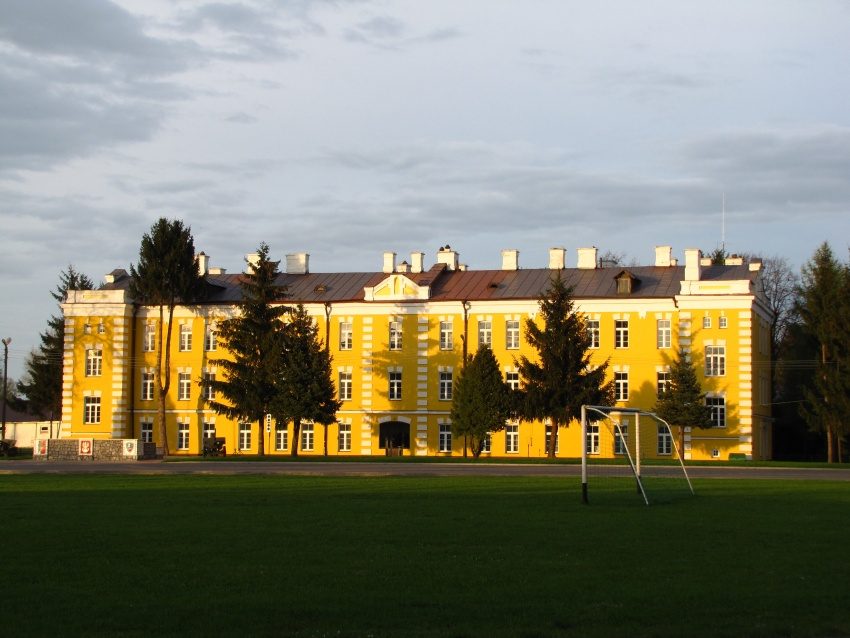
Koszarowiec szwadronu gospodarczego 2 psk

Koszary w Hrubieszowie – kompleksy koszarowe znajdujące się na terenie garnizonu Hrubieszów.

## Charakterystyka
Na terenie garnizonu hrubieszowskiego funkcjonowało kilka kompleksów koszarowych. Jednym z nich był kompleks rosyjskich koszar kawaleryjskich wybudowanych w latach 1903–1906, w którym do 1914 stacjonował carski 7 Olwiopolski pułk ułanów.

Po odzyskaniu niepodległości, koszary przejęło Wojsko Polskie, a w 1920 koszary kawaleryjskie w rejonie ulic: Henryka Sienkiewicza – Jana Dwernickiego zaczęły zajmować spływające z frontu pododdziały, przeznaczone do składu nowo formowanego „pokojowego” 2 pułku strzelców konnych.
W części wschodniej koszar stacjonowali strzelcy konni. Równolegle do ul. Dwernickiego stał budynek izby chorych, trzy dwuszwadronowe koszarowce i kryta ujeżdżalnia, a na ich tyłach, prostopadle do ulicy, znajdowały się stajnie szwadronowe. Zachodnią cześć kompleksu stanowiło osiedle mieszkaniowe dla kadry, z osobnym domem dowódcy pułku. Przy osiedlu znajdowała się cerkiew, przekształcona w okresie międzywojennym w kościół filialny parafii wojskowej pw. św. Jozafata Biskupa Męczennika we Włodzimierzu Wołyńskim. 
W sierpniu 1939 w koszarach został utworzony Ośrodek Zapasowy Kawalerii „Hrubieszów”.
Po II wojnie światowej koszary były użytkowane przez ludowe Wojsko Polskie. Ich pojemność oszacowano w 1949 na 1596 ludzi, 1120 koni, 20 dział samobieżnych lub czołgów, 24 samochody, 20 wozów; na osiedlu zaś znajdowało się 9 mieszkań oficerskich i 19 podoficerskich. W koszarach stacjonował początkowo 5 Kołobrzeski pułk piechoty, a potem 8 Bydgoski pułk piechoty, w 1962 przekształcony w 8 pułk zmechanizowany. W 1988 Pułk został przeformowany w 8 Ośrodek Materiałowo-Techniczny. W III Rzeczypospolitej, w 1994, na bazie Ośrodka zorganizowano 2 Hrubieszowski pułk rozpoznawczy.
Zabudowania koszarowe zachowały się do dziś (2019) w dobrym stanie.  W budynku dowództwa urządzono hotel, a kościół i domy mieszkalne nadal pełnią swoje pierwotne funkcje.